# دوشیزه اوساکا
دوشیزه اوساکا (انگلیسی: Miss Osaka) فیلمی درام (فیلم و تلویزیون) محصول سال ۲۰۲۱ به کارگردانی دانیل دنچیک و بازیگری ویکتوریا کارمن سون است. داستان فیلم در نروژ و ژاپن می‌گذرد و داستان یک زن دانمارکی را دنبال می‌کند که در جستجوی هویت خود است که پس از ملاقات با یک زن ژاپنی در شمال نروژ، تمام زندگی خود را پشت سر می‌گذارد. او سفری به اوساکا را آغاز می‌کند که مملو از رمز و راز، خطر و اغوا است.